# Metarbela
Metarbela este un gen de insecte lepidoptere din familia Cossidae.

## Specii[1]
- Metarbela albitorquata
- Metarbela alluaudi
- Metarbela arcifera
- Metarbela bifasciata
- Metarbela bipuncta
- Metarbela bueana
- Metarbela cinereolimbata
- Metarbela costistrigata
- Metarbela cremorna
- Metarbela cymaphora
- Metarbela dialeuca
- Metarbela diodonta
- Metarbela distincta
- Metarbela erecta
- Metarbela flavicolor
- Metarbela fumida
- Metarbela funebris
- Metarbela haberlandorum
- Metarbela heringi
- Metarbela inconspicua
- Metarbela iridescens
- Metarbela laguna
- Metarbela latifasciata
- Metarbela marginemaculata
- Metarbela micra
- Metarbela nubifera
- Metarbela ochracea
- Metarbela onusta
- Metarbela pagana
- Metarbela pallescens
- Metarbela perstriata
- Metarbela plagifera
- Metarbela pygatula
- Metarbela quadriguttata
- Metarbela rava
- Metarbela recticulosana
- Metarbela rufa
- Metarbela splendida
- Metarbela stivafer
- Metarbela triangularis
- Metarbela triguttata
- Metarbela trisignata
- Metarbela tuckeri
- Metarbela vaualba